# Siphocampylus ecuadorensis
Siphocampylus ecuadorensis är en klockväxtart som beskrevs av Franz Elfried Wimmer. Siphocampylus ecuadorensis ingår i släktet Siphocampylus och familjen klockväxter.
Artens utbredningsområde är Ecuador. Inga underarter finns listade i Catalogue of Life.